# بطولة إنديان ويلز للماسترز 2016
بطولة إنديان ويلز للماسترز 2016 أو بي إن بي باريبا 2016 هي بطولة كرة مضرب للمُحترفين، تُقام في إنديان ويلس في الولايات المتحدة، في شهر مارس 2016. وهي النُسخة رقم 40 للرجال، والنُسخة 27 للسيدات. ومُصنفة ضمن دورات الماسترز 1000 نقطة للرجال، ومن البطولات الممتازة لدى السيدات.

## النتائج

### فردي الرجال
- نوفاك دجوكوفيتش هزم  ميلوش راونيتش، 6–2, 6–0

### فردي السيدات
- فيكتوريا أزارينكا هزمت  سيرينا ويليامز، 6–4, 6–4

### زوجي الرجال
- بيار هوغو هربرت /  نيكولا مايو هزما  فاسيك بوسبيسيل /  جاك سوك، 6–3, 7–6(7–5)

### زوجي السيدات
- بيثيان ماتيك ساندز /  كوكو فانديواغ هزمّن  جوليا جورجيس /  كارولينا بلسكوفا، 4–6, 6–4, [10–6]